# Glaciar Biafo
El glaciar Biafo (urdu: بیافو گلیشیر) es un glaciar de 67 km de largo situado en la cordillera del Karakórum en el distrito de Shigar, Gilgit-Baltistán, Pakistán, que se encuentra con el glaciar Hispar de 49 km de largo en una altitud de 5128 m en Hispar La para crear el sistema glacial más largo del mundo fuera de las regiones polares.
Esta carretera de hielo conecta dos antiguos reinos montañosos, el estado principesco de Nagar, en el oeste, con Baltistán, en el este. Este glaciar está a unos 20 km de distancia de Askoli Village Braldo del distrito de Shigar. La travesía utiliza 51 de los 67 km del glaciar Biafo y todo el glaciar Hispar para formar una ruta glacial de 100 km.
El glaciar Biafo presenta una interesante caminata con varios días de extenuantes saltos de rocas, con vistas en todo momento y el lago de Nieve cerca del punto más alto. El lago de Nieve o Lukpe Lawo, que consta de partes de la parte superior del glaciar Biafo y de su glaciar afluente Sim Gang, es una de las cuencas de nieve o hielo más grandes del mundo fuera de las regiones polares, con una profundidad de hasta 1,6 m.

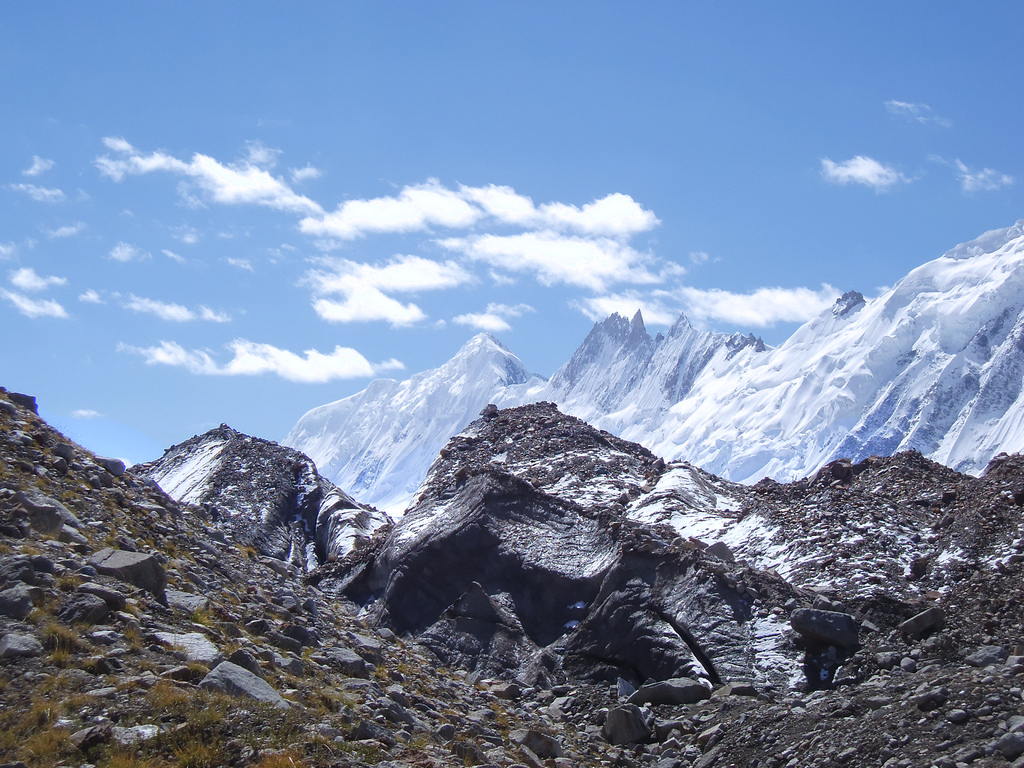
Glaciar Biafo.

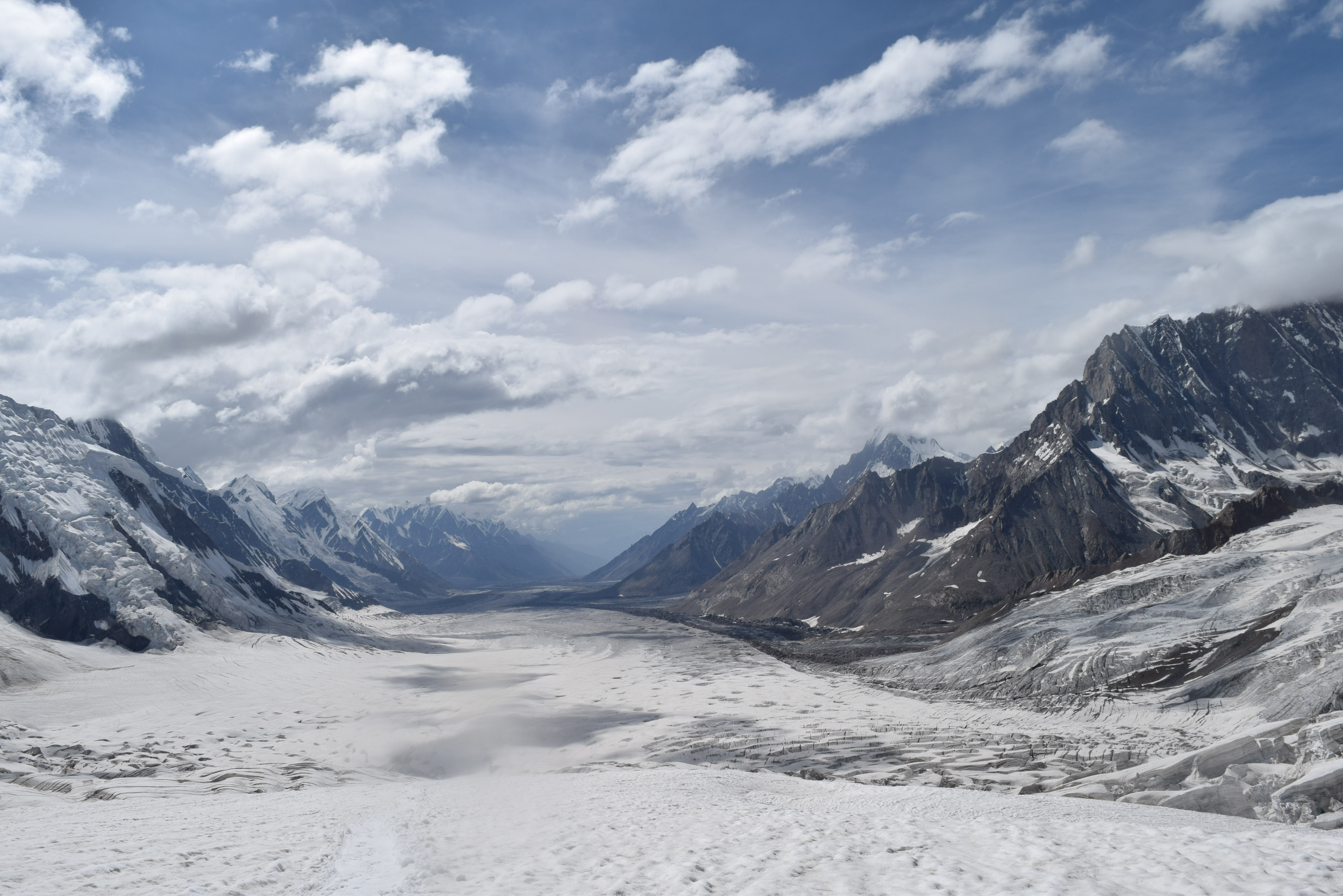
Lago de Nieve, Pakistán.

El glaciar Biafo es el tercer glaciar más largo del mundo fuera de las regiones polares, solo superado por el glaciar de Siachen de 70 km, India y el glaciar Fedchenko de 77 km, en Tayikistán.
Los campamentos a lo largo del Biafo están ubicados frente al glaciar, adyacentes a las morrenas laterales y las laderas empinadas de las montañas. Los primeros tres (que parten del último pueblo antes del glaciar, el pueblo milenario de Askole) son lugares hermosos con agua que fluye cerca. Mango y Namla, los dos primeros campamentos, a menudo están cubiertos de flores y Namla tiene una bella cascada muy cerca del área del campamento. Baintha, el tercer campamento, se usa a menudo como área de descanso. Una gran pradera verde, tiene algunos arroyos cerca del campamento y muchos lugares para pasar el día escalando o haciendo rápel.
Por el camino se puede observar vida silvestre, incluyendo la capra y la cabra montés marjor (Capra falconeri). El área también es conocida por los osos pardos del Himalaya y los leopardos de las nieves, aunque los avistamientos son raros.